# Petter Næss
Pour les articles homonymes, voir Næss.
Petter Næss, né à Oslo, le 14 mars 1960 est un réalisateur, acteur et scénariste norvégien.

## Biographie
En 1980, il commence sa vie professionnelle comme assistant de production et de réalisation au sein du département théâtre de l'Office de la radiodiffusion-télévision norvégienne.
En 1985, il fait ses débuts d'acteur d'abord au théâtre, ensuite au cinéma ainsi qu'à la télévision puis, en 1996, il est nommé directeur du Oslo Nye Teater (en).
Il s'oriente vers la réalisation et livre son premier film Absolute hangover en 1999. Son deuxième long-métrage, Elling, est l'adaptation cinématographique de Brødre i blodet, le 3e volume de la populaire tétralogie éponyme de Ingvar Ambjørnsen. Petter Næsse a également signé la version théâtrale de ce roman et la pièce, un an avant le film, a rencontré un vif succès. Après deux mois d'un casting infructueux, il se résout à attribuer les deux rôles principaux de son film aux acteurs de la pièce, Per Christian Ellefsen et Sven Nordin.
Elling est nommé pour l'Oscar du meilleur film en langue étrangère 2001 et Kevin Spacey, qui l'a apprécié lors de sa présentation, en rachète les droits afin de réaliser une adaptation théâtrale aux États-Unis.
En 2003, fort du succès remporté par Elling, le cinéaste signe un contrat avec la 20th Century Fox pour la réalisation de trois films, dont le premier, Crazy in Love (Mozart and the Whale), apparaît sur les écrans en 2005.
En 2004, il obtient le Prix Amanda du meilleur film pour enfants.

## Filmographie

### Comme réalisateur
- 1999 : Absolute hangover
- 2002 : Elling
- 2004 : Just Bea
- 2005 : Crazy in Love (Mozart and the Whale)
- 2005 : Elsk meg i morgen
- 2007 : Hoppet
- 2007 : Tatt av kvinnen
- 2010 : Maskeblomstfamilien
- 2012 : Into the White

### Séries télévisées
- 2018 à la télévision : State of Happiness (Lykkeland)

### Comme acteur
- 1990 : Døden på Oslo S d'Eva Isaksen
- 1991 : RC II, d'Odd Syse (court-métrage)
- 1995 : Farlig farvann de Lars Berg : Holmsen
- 2008 : Max Manus, opération sabotage (Max Manus), de Joachim Rønning et Espen Sandberg : Martin Linge

### Comme scénariste
- 2007 : Tatt av kvinnen